# Clymenella collaris
Clymenella collaris är en ringmaskart som beskrevs av Imajima och Tokuichi Shiraki 1982. Clymenella collaris ingår i släktet Clymenella och familjen Maldanidae. Inga underarter finns listade i Catalogue of Life.